# 向隽殊
向隽殊（1925年4月7日—2016年12月12日），祖籍四川，出生于北京，中国配音表演艺术家，第六届全国人大代表。配音代表作《复活》、《静静的顿河》、《蝴蝶梦》等。

## 荣誉
2011年，获中国电影金鸡奖终身成就奖。